# Fannia biseta
Fannia biseta är en tvåvingeart som beskrevs av Wang och Zhang 2008. Fannia biseta ingår i släktet Fannia och familjen takdansflugor.
Artens utbredningsområde är Sichuan (Kina). Inga underarter finns listade i Catalogue of Life.